# Tour de France 2017/5. Etappe
Die 5. Etappe der Tour de France 2017 fand am 5. Juli 2017 statt. Sie führte über 160,5 Kilometer von Vittel zur Planche des Belles Filles. Es gab einen Zwischensprint in Faucogney nach 102,5 Kilometern sowie je eine Bergwertung der 3. und 1. Kategorie.
Unmittelbar nach dem Start bildete sich eine achtköpfige Fluchtgruppe: Jan Bakelants (ALM), Mickaël Delage (FDJ), Edvald Boasson Hagen (DDD), Philippe Gilbert (QST), Thomas De Gendt (LTS), Thomas Voeckler (DEN), Dylan van Baarle (CDT) und Pierre-Luc Périchon (TFO). Tsgabu Grmay (TBM) versuchte wenige Minuten später mit einer Konterattacke die Fluchtgruppe zu erreichen, scheiterte aber und wurde wieder vom Hauptfeld eingeholt. Die führende Gruppe gewann schnell einen Vorsprung von ca. 3:40 Minuten, der durch die Teamarbeit des BMC Racing Team dann langsam zu fallen begann. Wenige Kilometer vor dem Beginn des Schlussanstieges attackierte Gilbert aus der Spitzengruppe heraus, nur Bakelants konnte ihn noch folgen. Hinter ihnen jagte das Peloton, wo Team Sky die Arbeit übernommen hatte. Nachdem Gilbert und Bakelants 4 Kilometer vor dem Ziel überholt wurden, und viele Fahrer beim Anstieg den Anschluss verloren hatten, hatte sich eine mehrköpfige Spitzengruppe aus u. a. Simon Yates (ORS), Richie Porte (BMC), Daniel Martin (QST), Nairo Quintana (MOV), Romain Bardet (ALM), Alberto Contador (TSF), Fabio Aru (AST) und Chris Froome (SKY) gebildet. 2,3 km vor dem Ziel attackierte Fabio Aru und gewann die Bergankunft als Solist mit 16 Sekunden vor Martin und 20 auf Froome und Porte.
Froome übernahm damit das Gelbe Trikot von seinem Teamkollegen Geraint Thomas, der als Tageszehnter 40 Sekunden verlor. Aru übernahm die Führung in der Bergwertung, Simon Yates das Weiße Trikot. Philippe Gilbert wurde als kämpferischster Fahrer der Etappe ausgezeichnet. In der Punktewertung für das Grüne Trikot blieb Arnaud Démare (FDJ) weiterhin in Führung. Das führende Team nach der Etappe war weiterhin das Team Sky um Chris Froome.

## Aufgaben
- Mark Cavendish (DDD): nach Sturz in der letzten Etappe, nicht am Start